# L'ajo nell'imbarazzo
L'ajo nell'imbarazzo és una opera buffa en dos actes de Gaetano Donizetti, amb llibret de Jacopo Ferretti. S'estrenà al Teatro Valle de Roma el 4 de febrer de 1824.

## Altres autors
- El compositor bolonyès Giuseppe Pilotti (1784-1838), també va escriure una òpera amb el mateix nom.[1]